# Studzienice (powiat bytowski)
Studzienice (kaszub. Stëdzeńce lub też Stëdzenice, niem. Stüdnitz) – wieś kaszubska w Polsce, położona w województwie pomorskim, w powiecie bytowskim, w gminie Studzienice, na Pojezierzu Bytowskim, nad jeziorem Jezioro Kłączno.
Studzienice znajdują się w centrum Kaszub, na północ od nich przebiega linia kolejowa Bytów-Lipusz (obecnie zawieszona). Miejscowość zamieszkuje ponad 800 mieszkańców, jest siedzibą sołectwa Studzienice, w którego skład wchodzi również osady Chabzewo i Kostki. Miejscowość jest także siedzibą gminy Studzienice.
Działa tu Zespół Szkół Gimnazjalnych im. ks. Antoniego Peplińskiego. Znajduje się tu również placówka Ochotniczej Straży Pożarnej.
W pobliżu leśniczówki Zielony Dwór w odległości 2 kilometrów na północ od Studzienic, znajduje się głaz narzutowy, noszący nazwę Pod Zielonym Dworem (obwód około 15 m, wysokość około 3,6 m). 
W latach 1975–1998 miejscowość należała administracyjnie do województwa słupskiego.

## Integralne części wsi
| SIMC    | Nazwa    | Rodzaj     |
| ------- | -------- | ---------- |
| 0751580 | Chabzewo | przysiółek |

## Zabytki
Według rejestru zabytków NID na listę zabytków wpisana jest chałupa nr 28, XVIII/XIX w., nr rej.: A-817 z 23.01.1971.